# 電波少年に毛が生えた 最後の聖戦
『電波少年に毛が生えた 最後の聖戦』（でんぱしょうねんにけがはえた さいごのせいせん）は、2002年10月12日から2003年1月11日まで、日本テレビ系列で毎週土曜22:00 - 22:54（JST）に放送されたバラエティ番組。

## 概要
それまで日曜22時台後半（初期は『笑撃的電影箱』枠）にて放送されていた「電波少年シリーズ」（『進め!電波少年』および『進ぬ!電波少年』）の後継番組であり、『THE夜もヒッパレ』の後番組として土曜22時台に移動するのに伴い、1時間枠の番組としてリニューアルされた。「1クール（3か月）の平均視聴率が13%に載らなければ終了する」、という厳しい公約を掲げ開始した本番組ではあったが、番組企画のマンネリ化や、相次ぐ不祥事（後述）でモラルが問われるという状況は、『進ぬ!』の後期から依然変わっておらず、視聴率においては目標達成はおろか1桁台を記録する回も出るなど低迷し、公約通り1クールで終了の運びとなった。
最終回となった2003年1月11日放送分では、『電波少年に毛が生えようが、抜けようが強引にでも全部ゴールさせるぞスペシャル』と題し、放送枠を2時間に拡大しての生放送が行われた。オープニングでは、司会の松本明子・チューヤンに扮したダウンタウンの松本人志がゲストで出演し、進行中であった企画の最終回などが放送され、3か月という短い放送期間であったため無理やりゴールという形にはしたものの、いずれも満足いく形でゴールすることはできなかった。チューヤンは、電波少年で唯一行っていない大陸・南極大陸を目指し、最後には松本明子が番組に対する思いと関わった人物への感謝を涙ながらに語った後、中継先で残りのネタを釣り上げていたカンカラの杉やんと入れ替わったチューヤンが別れを告げ、番組を締め括った。
本番組の終了をもって、1992年7月から約11年間続いた「電波少年シリーズ」にもピリオドが打たれたが、後番組でもある『雲と波と少年と』の早期終了により、番組終了から2か月後の2003年3月1日・3月8日の2週にわたり、『電波少年 恥ずかしながら帰って参りました…終ったから言ってまえ 涙の全ゴールシーン&裏話&秘話』と題された総集編スペシャルが、次番組開始までのつなぎ番組として放送された。同番組では『進め!電波少年』時代のMCである松村邦洋の談話も組まれた。本番組終了後、土屋は「また、電波少年みたいな番組をやりたいね。」と語っている。

## 出演者

### 司会
- 松本明子
- チューヤン

### ナレーション
- 木村匡也（KYOYA）
- 伊倉一恵（青二プロダクション）

## 主な企画

### ボスはホームレス、人間は何度だって立ち上がれる
前身の『進ぬ!電波少年』より引き継がれた企画。ホームレスから社長候補を探し、資本金300万円を集めて有限会社を設立する。
3人の芸人が挑戦したが、山田（剣聖剣士）は企画の苛酷さと子どもが小銭を恵んでくれようとすることにショックを受けリタイアとなった。ムネ（オーディン）もホームレス生活に馴染んでしまい、スタッフから番組の打ち切りと企画終了を告げられ「帰っていいよ」と言われたが、「帰らなくてもいいんですよね」とホームレスタウン残留を希望し、「ボクはホームレス」ともじられた。
ハイテンション石原（現在：THE石原）は、纏まったお金（30万円）を持ってきたら社長就任も考えるという元会社経営者のホームレスに出会うが、そこでT部長から番組終了を告げられる。最後までやりたいと石原が希望したため、「回転寿司生活」の杉やんが最後のネタとして釣り上げたマグロで一攫千金を狙うという合同企画が行われたが、結局マグロは釣れず終了となった。
当時は、今ほど触れられることの無かったホームレスの生活などを結果として、いち早くテレビ番組で取り上げることとなった。
『進ぬ!』時代に放送された初回では、ショッカーが3人の芸人を拉致するくだりがあったが、遅れネットの地域では北朝鮮による日本人拉致問題が大きく取り上げられた時期と重なったこともあり、不謹慎と判断されたため放送されなかった。

### 杉やんの回転寿司生活
かっぱ寿司のCMに出ているカンカラの杉やんこと杉林功が、かっぱ寿司のネタを自ら漁や野菜畑で手に入れ、それを食料として生活する企画である。ゴールはメニューの50品目を全て食べることで、移動手段は原付だったが企画開始直後に杉やんは原付免許を取得していない事が発覚し、原付免許を取得することになってしまった。同企画は寿司以外のものは食べてはいけないというルールだったが、ガリは自由に食べてよいとされ、飲み物はお茶が用意された（ただし、お茶以外の飲み物も飲んではいけない）。
ところが、14品目をクリアしたところで番組終了を告げられ、杉やんの希望で最後にマグロを釣って企画を締めることになった。青森県の大間に出向き、「ボスはホームレス」に挑戦していた石原とともにマグロ釣りに挑んだが、結局釣ることはできなかった。最終回の生放送では、杉やんがとある漁港で残りのネタを釣り上げる様子が中継された。そこではシーチキンの缶やパックの魚といった「“ネタ”」が釣り針にかかっており、最後はなぜか杉やんがチューヤンに入れ替わっているという結末となり終わった。

### 日本ポッチャリ党
ぽっちゃりな女性が好みの若手芸人たちが自らポッチャリ党を設立し、グラビアアイドルの葉川空美を5キロ太らせ“ぽっちゃりアイドル”にするという企画で、過度な痩身至上主義やダイエットブームから女性を守るために企画された。なお、この企画に挑戦した芸人らはジャガーズ、TKOの木下隆行、魚でF、ブラック・ボックス、ビームなど。
富士山の麓にある「ポッチャリ山荘」に軟禁された葉川のもと、葉川がグルメ雑誌などで指定した料理を芸人たちが自転車で店まで買出しに行くという内容だった（自転車で買出しをするというのは、葉川本人は全く知らなかった。）。初めは東京など比較的近い場所だったが次第に関西など距離が伸びていき、最終回では何と韓国にまでも至った。最終回のお正月メニューで目標体重に到達してゴールとなり、自転車で買出しをしていたことが知らされるが、葉川は「そうなんだー」というリアクションをとるのみであった。

### LAUGH＆PEACE 笑いで平和をもたらしたい!!
カラテカの矢部太郎が挑戦し、戦時中のアフガニスタン、イスラエルで現地人を笑わせる企画で、笑わしに行こうシリーズの続編と言える。食事は笑わしに行こうシリーズ同様、会話テストの正解で獲得だったが、アフガニスタン編では、2つの言語(パシュトー語、ダリー語)があるため、2種類の会話テストをしていた（その分正解したときの食事も2つ）。矢部は、現地でボランティアも行っていた。

### 復活!!国境ダジャレ カラテカのはじめてのおつかい
｢電波少年INTERNATIONAL｣でキャイ〜ンが行った企画のリメイクで、カラテカが挑戦した。第1弾は東ティモールとインドネシアの国境で、「西から昇ったお日様が、東ティモール。これでインドネシア、これでインドネシア」(アイドル・フォー「天才バカボン」の替え歌)、第二弾はカンボジアとタイの国境で「カンボジアの無い奴ぁ 俺んとこへタイ」(植木等「だまって俺について来い」の替え歌)と、ダジャレを言う企画だった。矢部は偶然にも以前「電波少年的アンコールワットへの道の舗装」を行った場所で、舗装現場に毎日通っていたカンボジアの少年に出会った。そのカンボジアの少年は、本企画の取材スタッフ中に当時の「ハンサム」こと荒井伸元がいることに気が付き、予定外の感動の再会となった。

### ママさんコーラス隊
ママさんコーラス隊が話題となっているニュースの現場や人物のもとに赴き、それらを皮肉る内容の替え歌を合唱するという企画で、週刊誌『フライデー』への抗議を皮切りに、タマちゃん騒動や小柴昌俊・田中耕一のノーベル賞受賞、竹中平蔵などが取り上げられたが、後述の事情で解散となった。

## 本番組にまつわる事件
本番組においては、3つの騒動事件が発生している。

### フライデー騒動事件
｢進ぬ!｣時代の企画の一つ「15か国少女漂流記」に出演したヨーロッパ人の女性が、撮影で重度の火傷を負ったことやスタッフにやらせを強要されたという記事を写真週刊誌の『フライデー』に公表した。これに抗議する意味で、番組ではフライデーの発行元である講談社の前で、直接ママさんコーラス隊が抗議の意を込めたコーラス（｢グリーングリーン｣の替え歌）を行った。対するフライデー側もその翌週、反論の記事を講談社前に訪れたママさんコーラス隊の写真共々掲載した。

### コーラス隊騒動事件
明治学院大学の学園祭で行われた、鳩山由紀夫（当時の民主党代表）の講演終了後、質疑応答の時間にママさんコーラス隊が無断で壇上に上がり、鳩山本人を揶揄するという合唱（｢山口さんちのツトム君｣の替え歌）を敢行。これに民主党と大学の主催者が抗議した結果、収録されたVTRは放送中止となり、急ごしらえの街頭ロケでごまかした。ところが、TBSの情報番組である『ジャスト』がママさんコーラス隊が歌う様子を放送してしまったため、これによりママさんコーラス隊は事実上解散となってしまった。

### カッパ騒動事件
カッパ伝説がある岩手県の遠野市で、2002年8月からお笑い芸人のモンモンに河童の変装をさせて山で潜伏生活をさせた。目撃情報が地元のケーブルテレビ局である遠野テレビで紹介されたり、投稿写真が『東京スポーツ』（2002年10月24日付）の一面を飾ったが、その写真を投稿したのが同番組のスタッフといういわゆる“自作自演”のやらせだったことが分かった。日本テレビ側は「不幸な出来事が続く世の中にロマンを提供したかった」と弁明したが、それでも関係者の怒りは治まらず、日本テレビへの訴訟まで検討され、本番組の打ち切りの遠因ともなった。妖怪研究家としても知られる小説家の京極夏彦も、この報道の直後に公式サイトでもある大極宮内の自身のコーナーでカッパ騒動事件を取り上げ、この行為を「民俗の破壊」や「文化的テロリスト」などの激しい論調で批判した。

## ネット局
ナショナルセールス枠での放送であるが、日本テレビ系列局も含めた一部の放送局では遅れネットとなった。

### 遅れネット局
| 放送対象地域 | 放送局     | 系列                          | 放送日時             | 備考 |
| ------------ | ---------- | ----------------------------- | -------------------- | ---- |
| 福井県       | 福井放送   | 日本テレビ系列 テレビ朝日系列 | 日曜未明（土曜深夜） |      |
| 徳島県       | 四国放送   | 日本テレビ系列                | 土曜未明（金曜深夜） |      |
| 大分県       | テレビ大分 | 日本テレビ系列 フジテレビ系列 | 土曜未明（金曜深夜） |      |
| 沖縄県       | 琉球放送   | TBS系列                       | 水曜 16:55 -         |      |

- ｢進ぬ!電波少年｣時代に遅れネット扱いであった秋田放送、中京テレビ、よみうりテレビ、広島テレビ、福岡放送は、本番組の開始に伴い同時ネットに移行。反対に『進ぬ!』時代に同時ネットで放送していたテレビ大分は、土曜22時台にて『ゴールデンシアター』を同時ネットしていたため、本番組は土曜未明（金曜深夜）からの遅れネットとなった。

- 福井放送と四国放送では、土曜22時台がテレビ朝日の水曜21時台ドラマの時差スポンサードネット枠と設定されていたため、前番組に引き続き遅れネットとなった。沖縄県では琉球放送が、前番組に引き続き遅れネットとなった。

- 宮崎県では、『進ぬ!』時代に同時ネットとしていたテレビ宮崎が本番組をネットせず、宮崎放送での振替放送も行われなかった。[7]

- 最終回の『強引にでも全部ゴールさせるぞスペシャル』は、福井放送では2003年1月18日の13:00から[8]一部編集の上で録画放送された[注 6]。

## スタッフ（最終回時点）
- 企画・演出：土屋敏男
- 構成：海老克哉、小山薫堂、そーたに、田中直人、都築浩、鮫肌文殊、中野俊成、三俣麻弥、川中宏子、今関ちなつ
- TM：勝見明久
- SW：村松明
- CAM：榎本丈之
- MIX：加賀金重郎
- AUD：今野健
- VE：江頭恭二
- VTR：菅谷典彦
- LD：内藤晋
- 中継技術
  - TD：鈴木修一
  - SW：木村健
  - CAM：岩見龍也
- ロケ技術：NTV映像センター、鴇田晴海
- 技術協力：青森放送
- 編集：須藤康則（テレテックメディアパーク）
- MA：番匠康雄
- 音効：花岡英夫（CUBIC）
- TK：山沢啓子
- 美術：小野寺一幸
- デザイン：本田恵子
- 広報：三浦剛
- デスク：小林圭子、藤島悦子、中野里英
- アシスタントディレクター：堀田康貴、酒井甚哉、辻正記、我妻哲也、立澤哲也、今泉昌子、宮本大輔、麻生聡、林竜太郎、中島彰人、原田浩司、川口香織、豊川かおり、金澤忠延、山口晶嗣、立川昇平、青木章浩、山下亜紀、阿部和孝、深谷圭二、岩崎誠、佐藤大輔、吉良哲平、前みゆき、藤原夕季江
- ディレクター：香川春太郎、〆谷浩斗、飯島冬貴、高谷和男、川邊昭宏、古立善之、鈴木淳一、松橋晃弘、近藤祐治郎、相田貴史、正久仁
- プロデューサー：鈴木雅人、関根崇史、長濱薫、池田秀一、西出康成、菱沼永司
- 制作協力：NTV映像センター、THE WORKS、EXCEL（現在：エクセリング）
- チーフプロデューサー：吉田真
- 制作著作：日本テレビ